# Trésor d'Égine
Le trésor d'Égine est un important trésor d'or de la civilisation minoenne, prétendument découvert sur l'île d'Égine, en Grèce, dans des circonstances inconnues, mais plus probablement lors d'une fouille de villageois dans une nécropole de Malia, en Crète. 
Le « trésor d'Égine » fait partie des collections du British Museum depuis 1892. C'est l'un des plus importants ensembles connus de bijoux minoens.

## Découverte
Le trésor aurait été retrouvé dans une tombe sur l'île d'Égine, non loin d'Athènes, en 1891, bien que les circonstances exactes n'aient jamais été déterminées. Le British Museum a acheté la majeure partie du trésor en 1892 aux Cresswell Brothers, une entreprise londonienne de commerce d'éponges. D'autres pièces du trésor ont été achetées par le musée en 1914.

## Probable origine crétoise

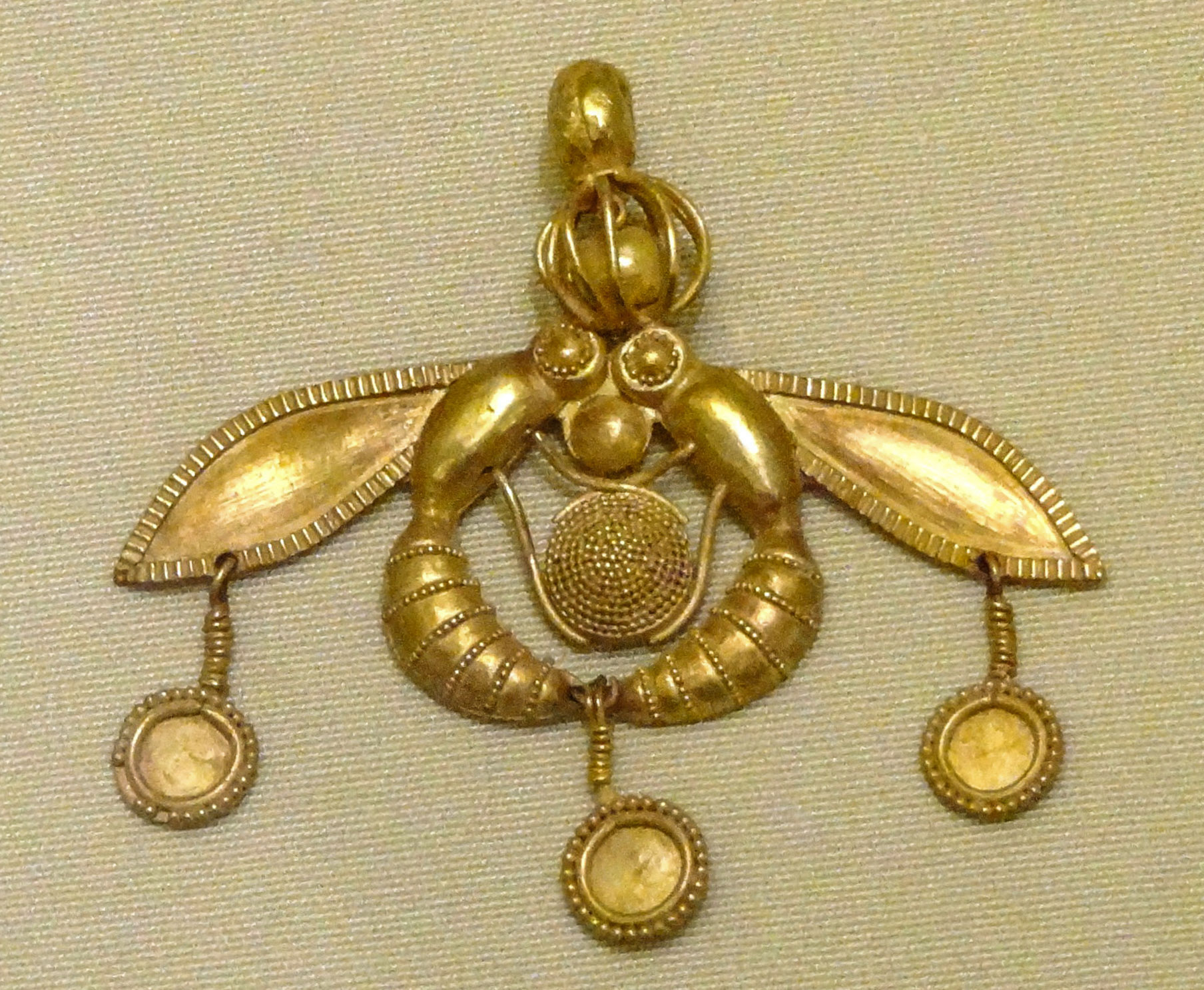
Pendentif de Mália. Musée archéologique d'Héraklion

De nombreux érudits pensent que le trésor a été en réalité tiré d'une nécropole de Malia, en Crète, que les habitants appelaient Chrysolakkos (en) (Χρυσόλακκος : la « fosse d'or »), située près du palais minoen. Ce lieu avait été en grande partie vidé de son contenu avant l'arrivée des archéologues, mais les habitants leur avaient laissé le spectaculaire pendentif de Mália ou pendentif aux abeilles (découvert en 1930) et quelques autres pièces, maintenant conservées au Musée archéologique d'Héraklion.

## Composition du «trésor d'Égine»

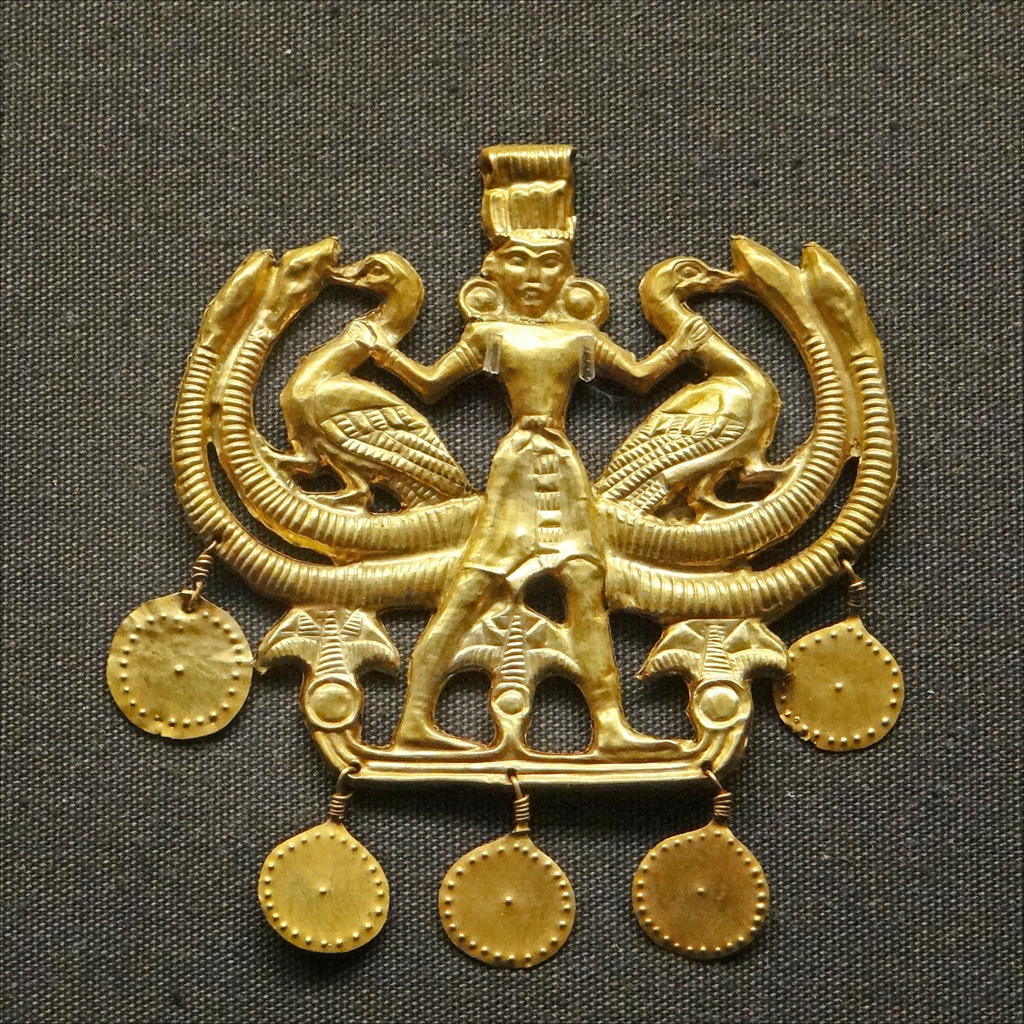
Pendentif du Maître des animaux. British Museum.

Le trésor d'Égine est composé en grande partie de bijoux en or qui ont été datés, sur la base de leur style et de leur iconographie, de l'âge du bronze grec entre 1850 et 1550 av. J.-C., période appelée « Minoen moyen II et III » dans la plupart des versions de la chronologie minoenne.
Les objets les plus élaborés de ce trésor sont un pendentif de poitrine et une paire de boucles d'oreilles. Le pendentif semble représenter un dieu crétois flanqué de deux oies dans un champ. Derrière lui apparaissent deux cornes de taureaux sacrés. Le dieu se rapporte aux figures du Maître des animaux que l'on trouve dans de nombreux arts du Proche-Orient ancien. La paire de boucles d'oreilles est conçue en forme de serpents à deux têtes qui encerclent deux paires de lévriers qui se font face.
Le trésor comprend en outre trois diadèmes, un pendentif de poitrine, un bracelet, une coupe en or, quatre bagues, des plaques ornées et des bandes unies. Il y a aussi cinq anneaux entrelacés, de nombreuses perles et des pendentifs faits d'une variété de matériaux dont l'or, le lapis-lazuli, l'améthyste, le quartz, la cornaline et le jaspe vert.

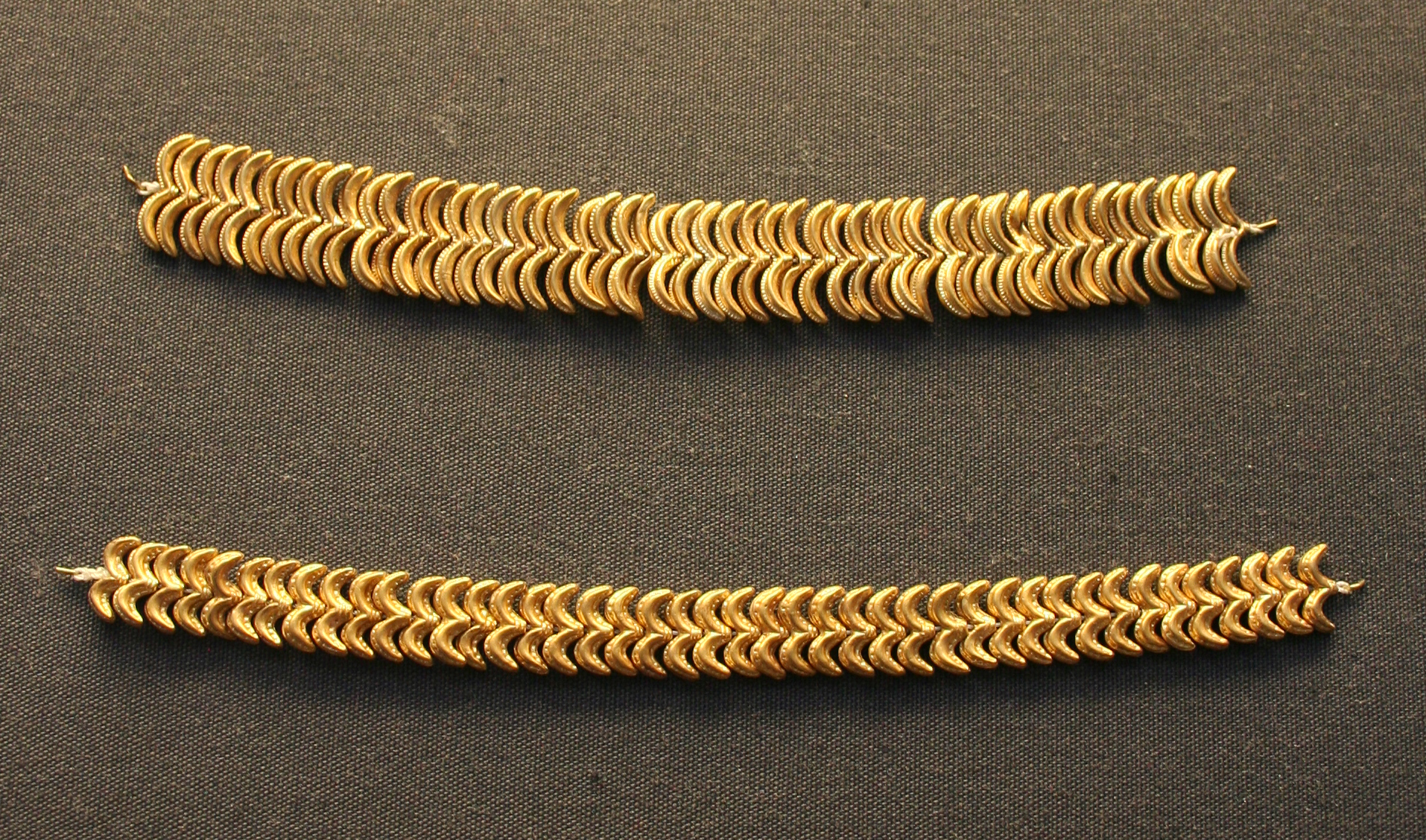
Deux ensembles de perles dorées
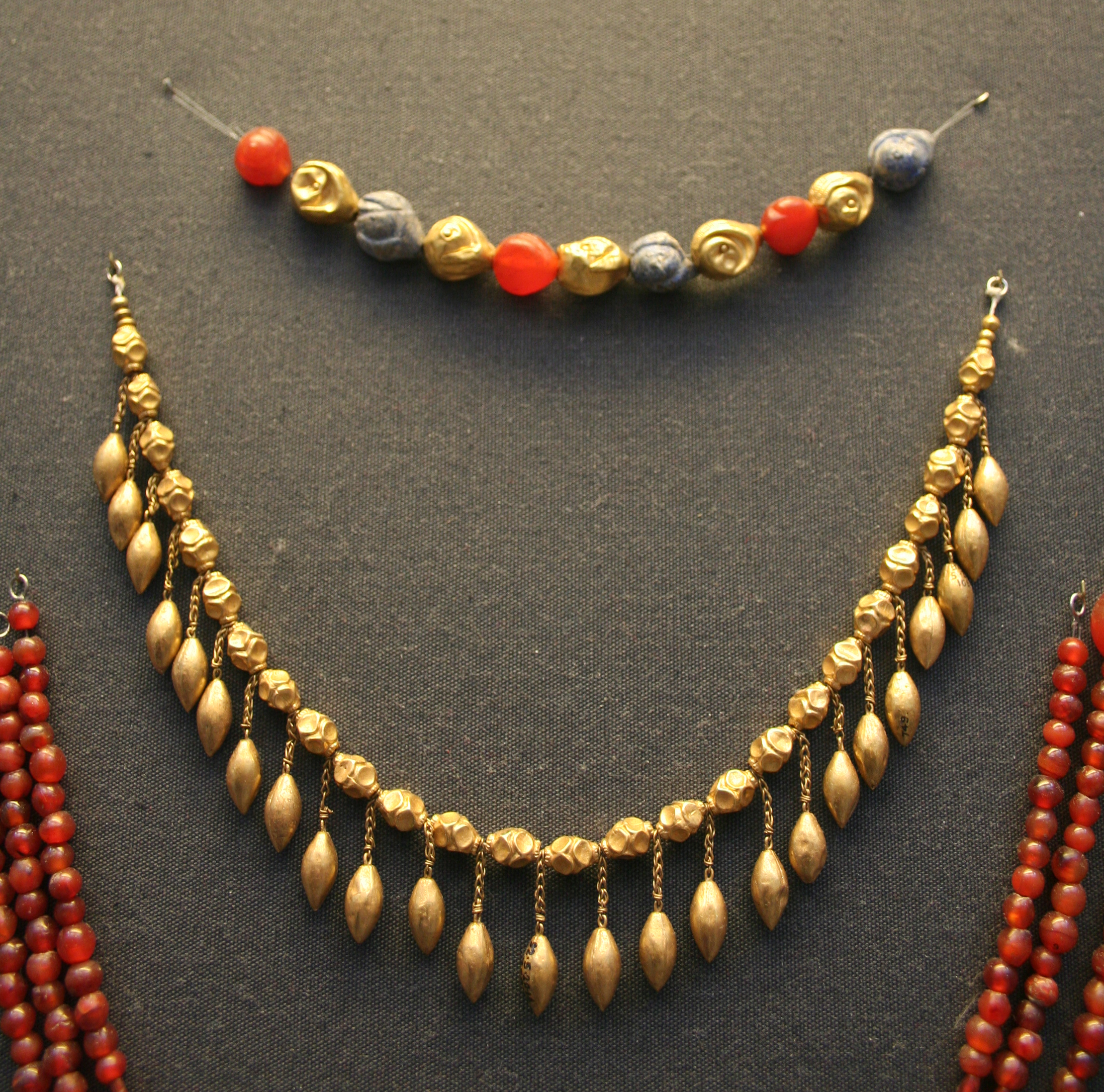
Divers colliers du trésor
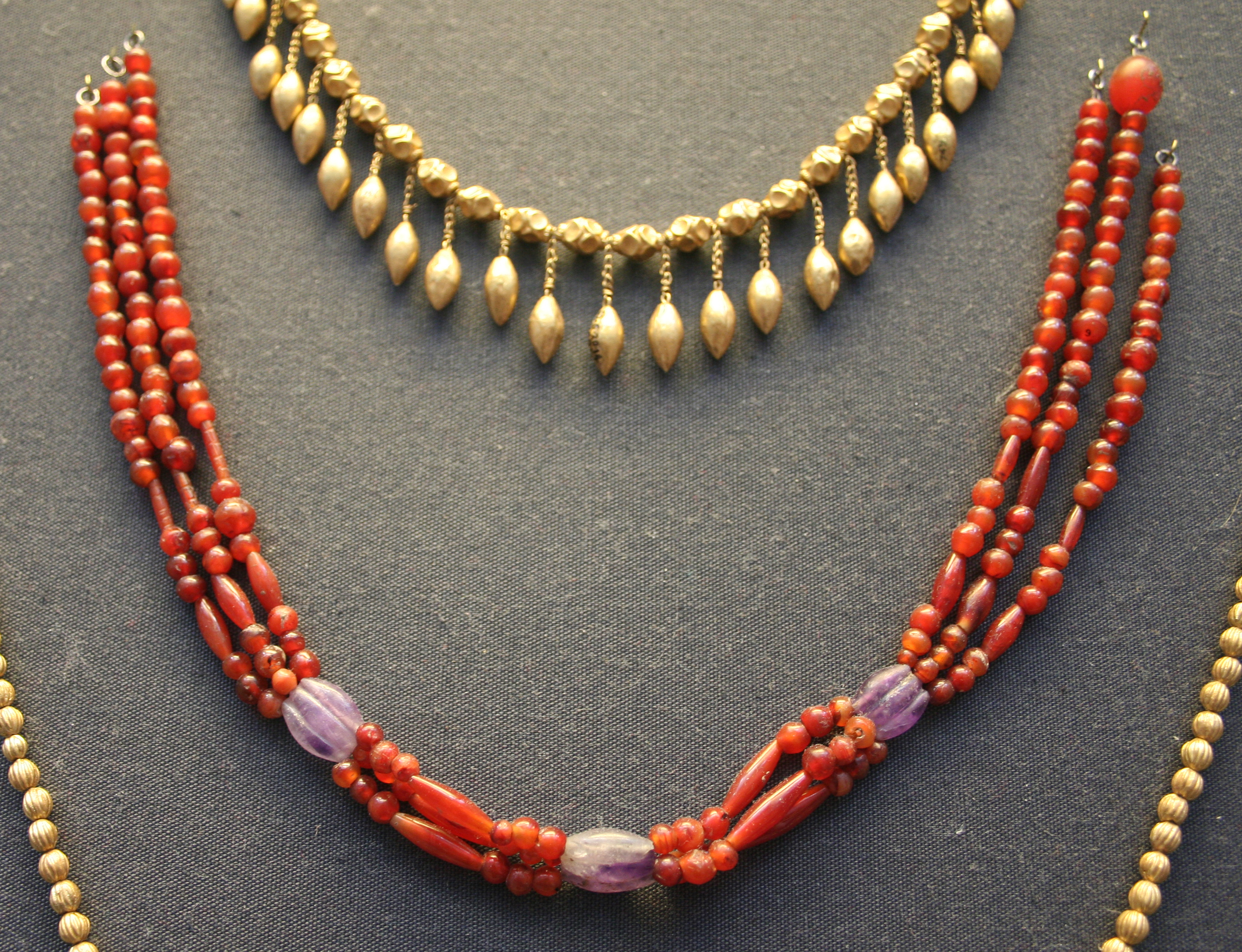
Colliers en or, cornaline et améthyste
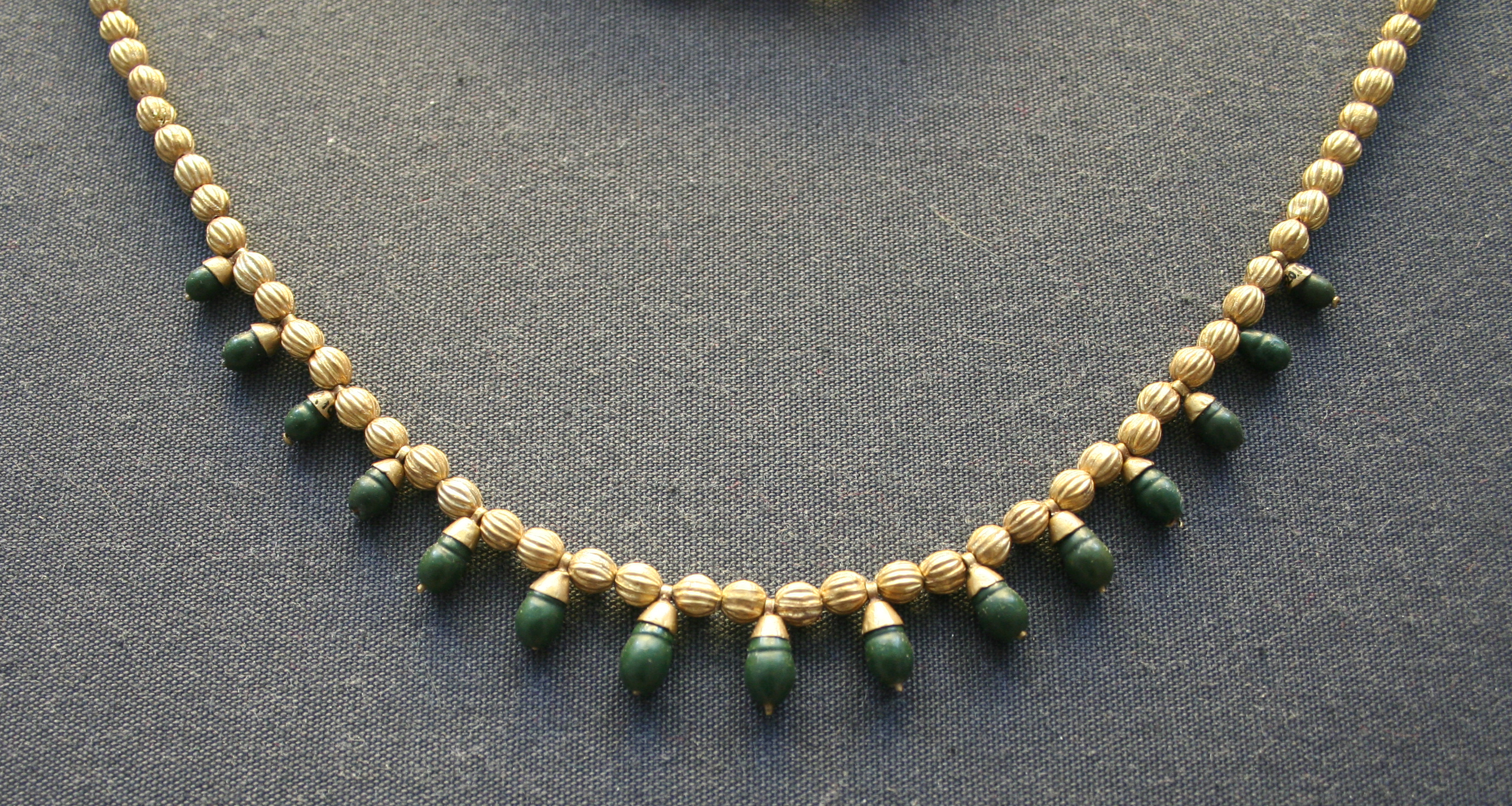
Collier de perles dorées à pendentifs de jaspe
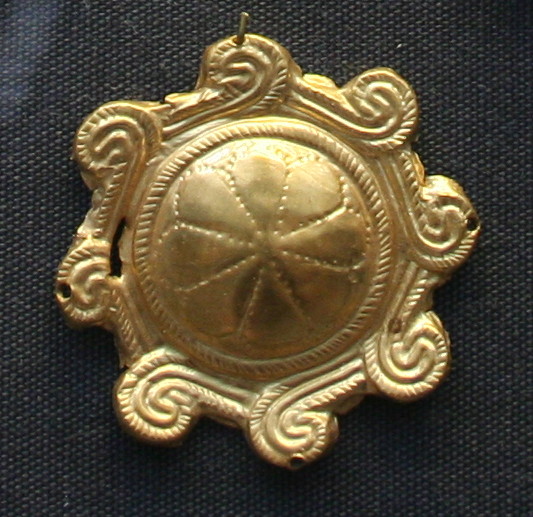
L'une des 54 plaques d'or identiques
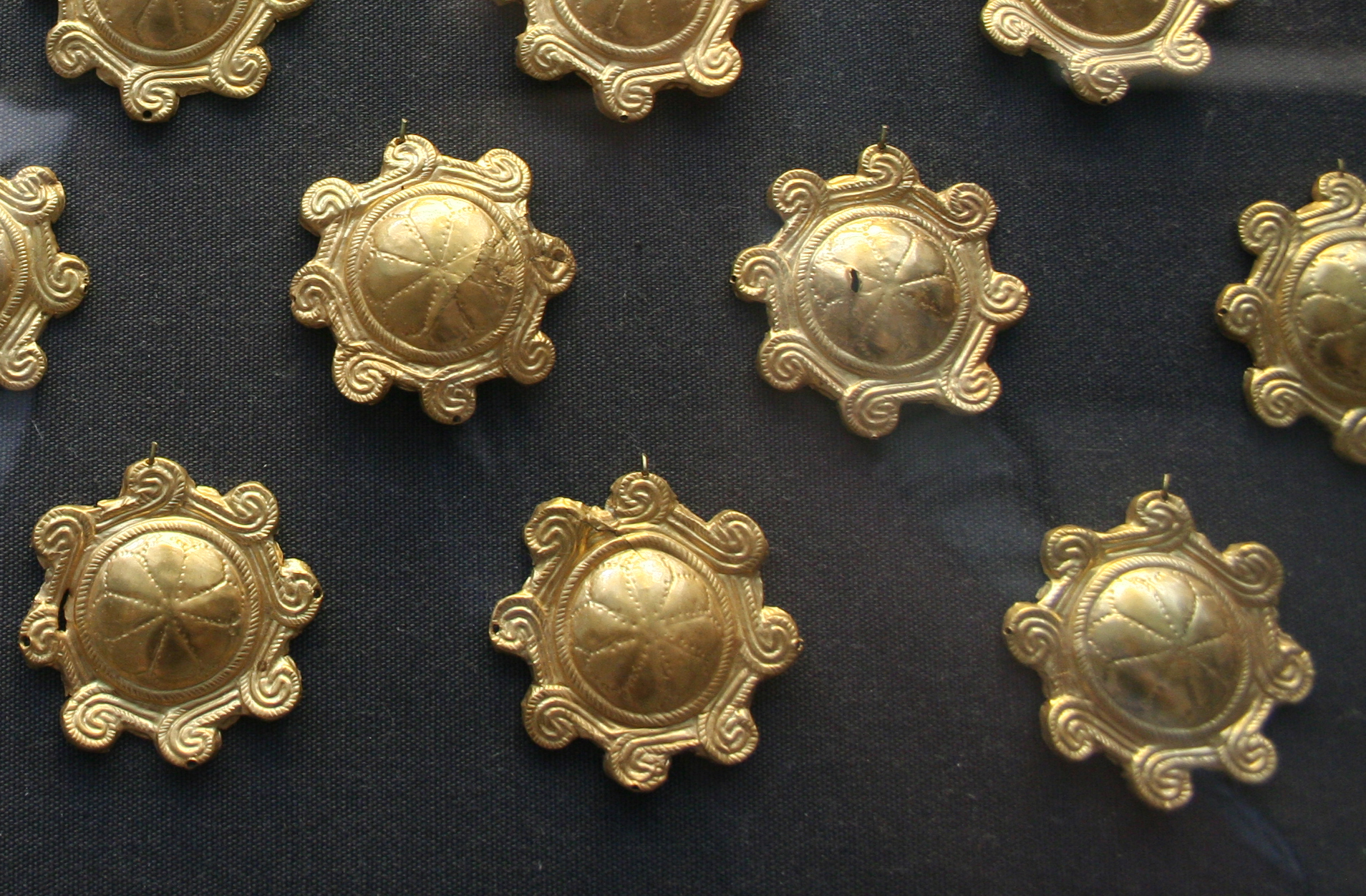
Autres plaques à bossages décorés de rosettes
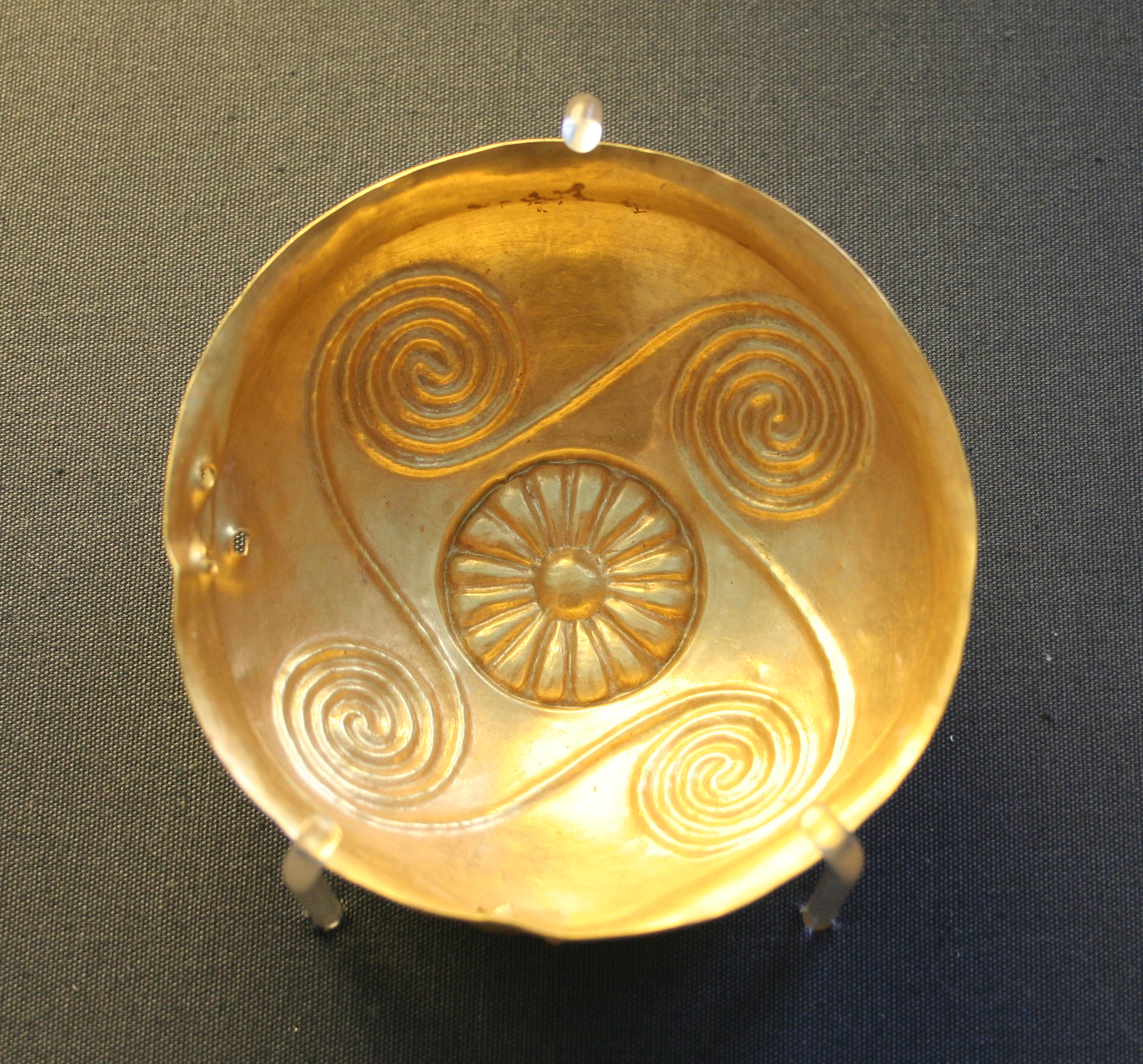
Coupe en or avec rosette et spirales
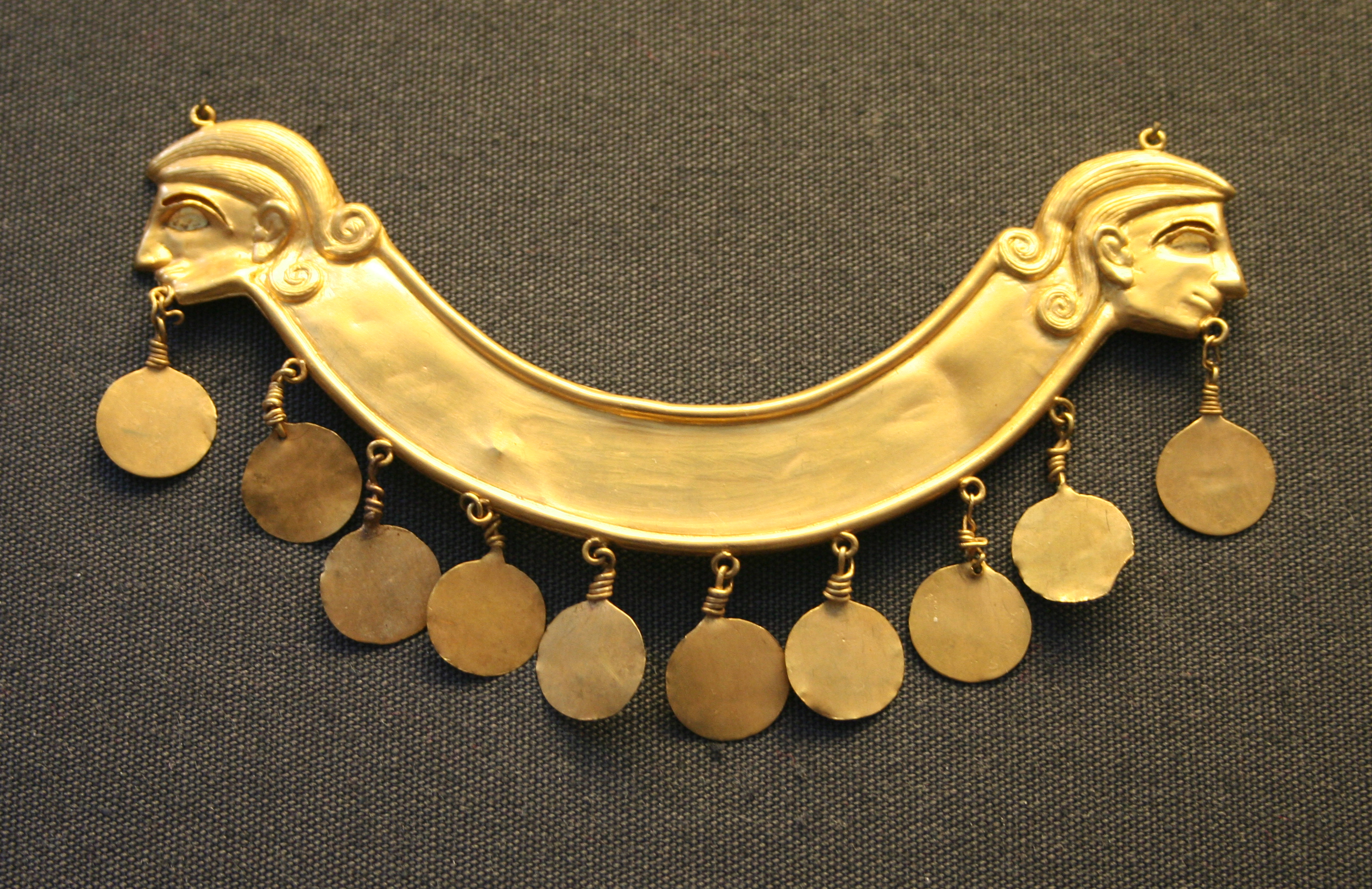
Ornement de poitrine avec têtes humaines aux extrémités
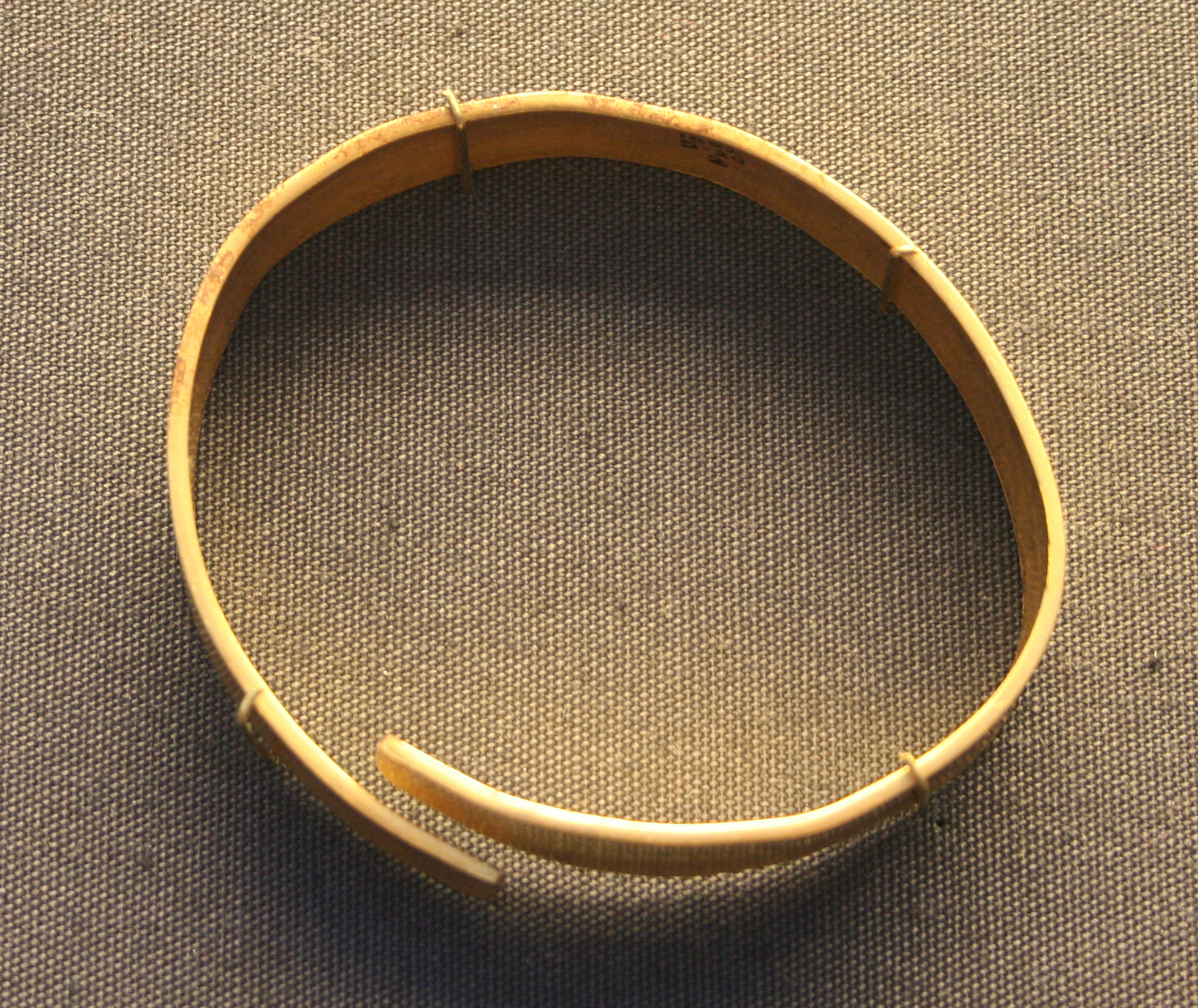
Bracelet lourd en or
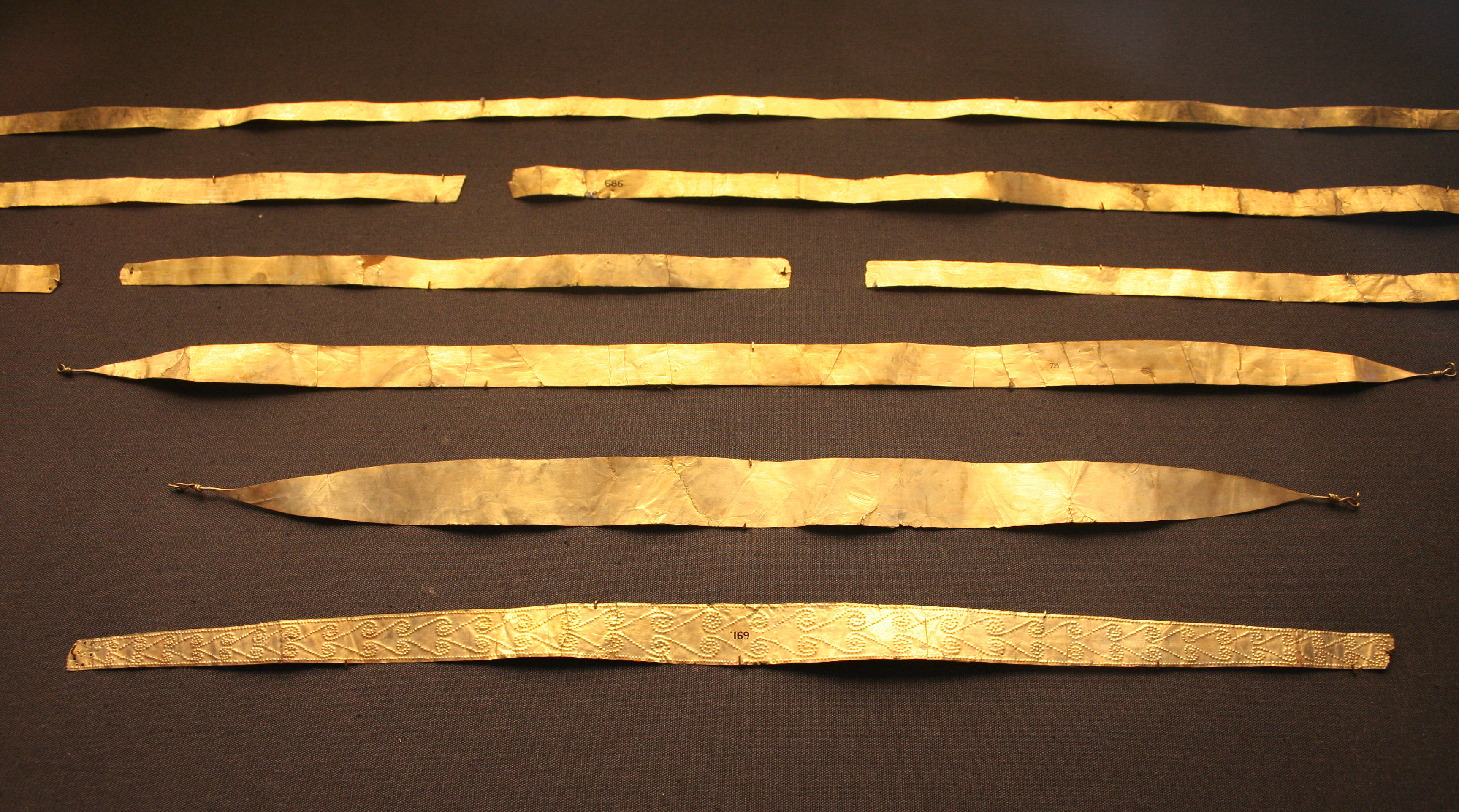
Bandes d'or et diadèmes
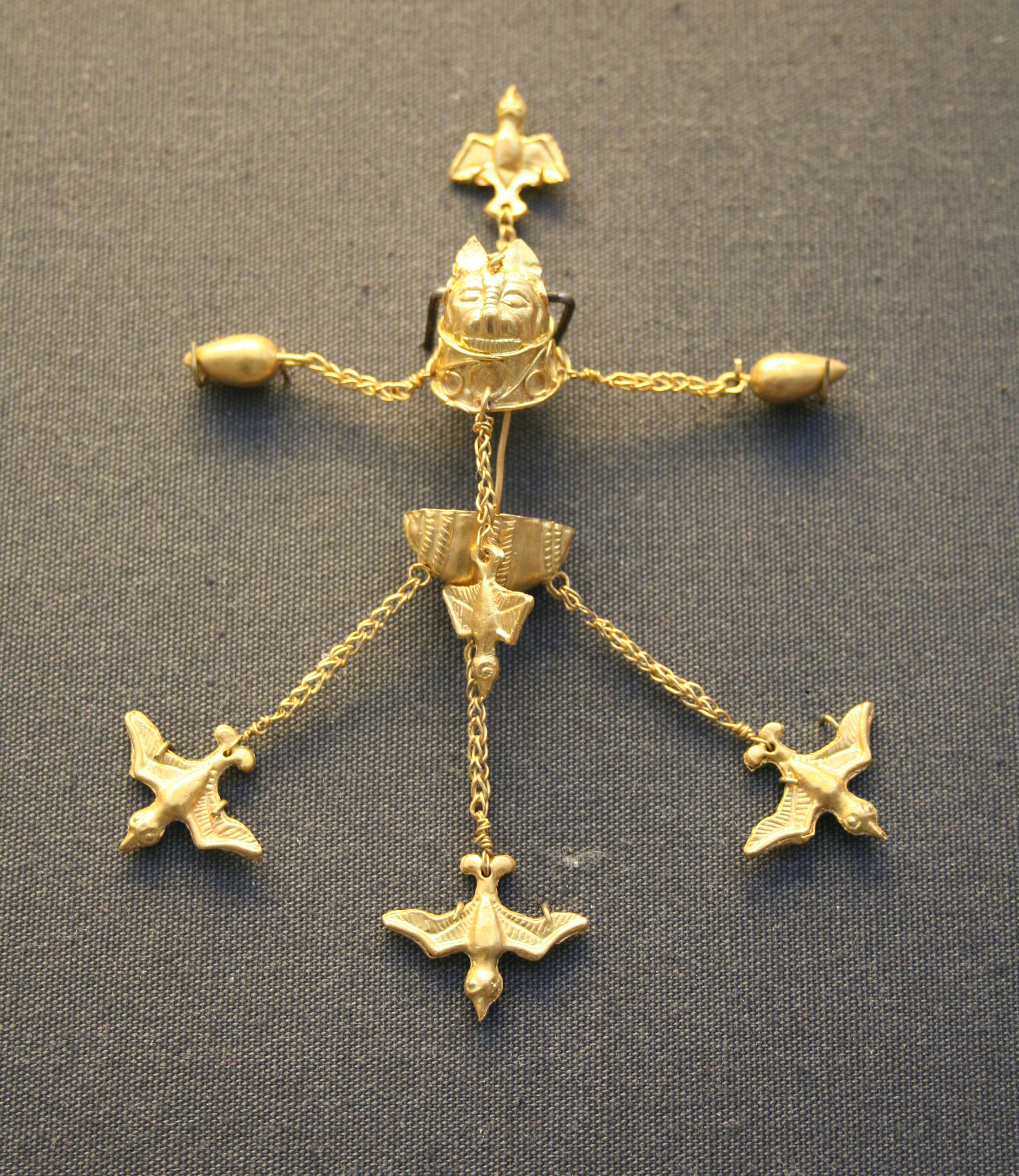
Ornement en or à tête de lion
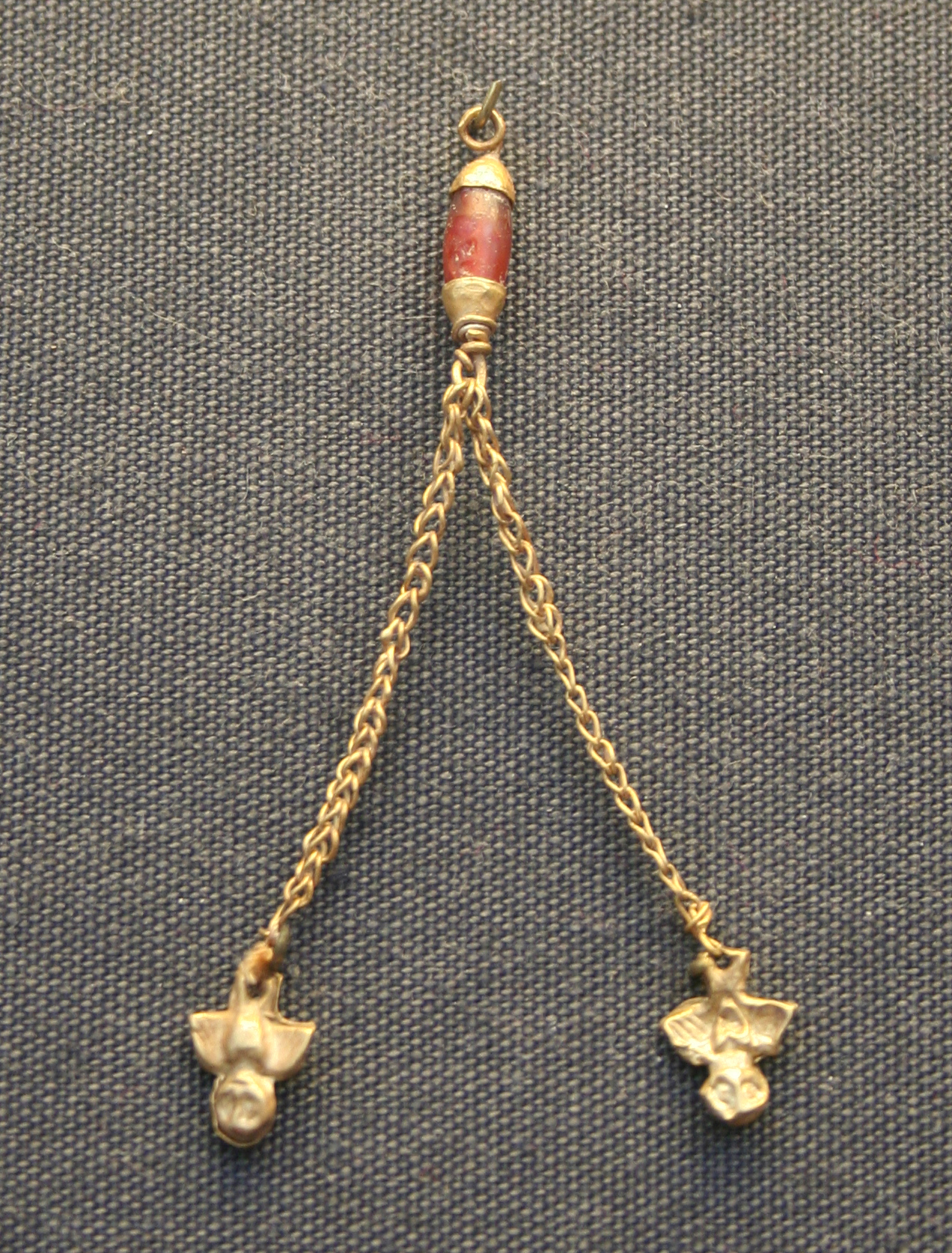
Ornement en or à deux chaînes se terminant par des chouettes
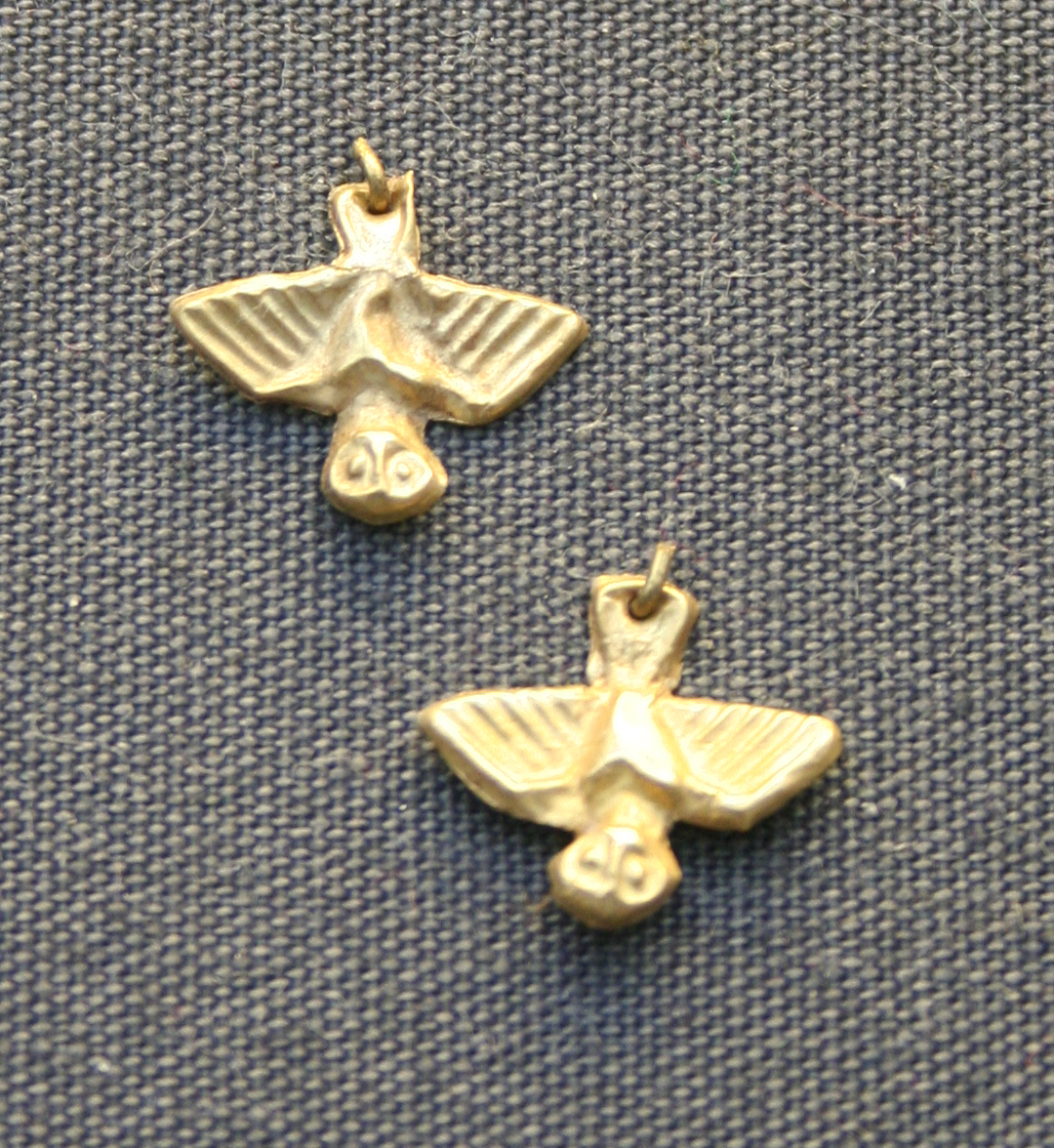
Pendentifs en or en forme de chouettes
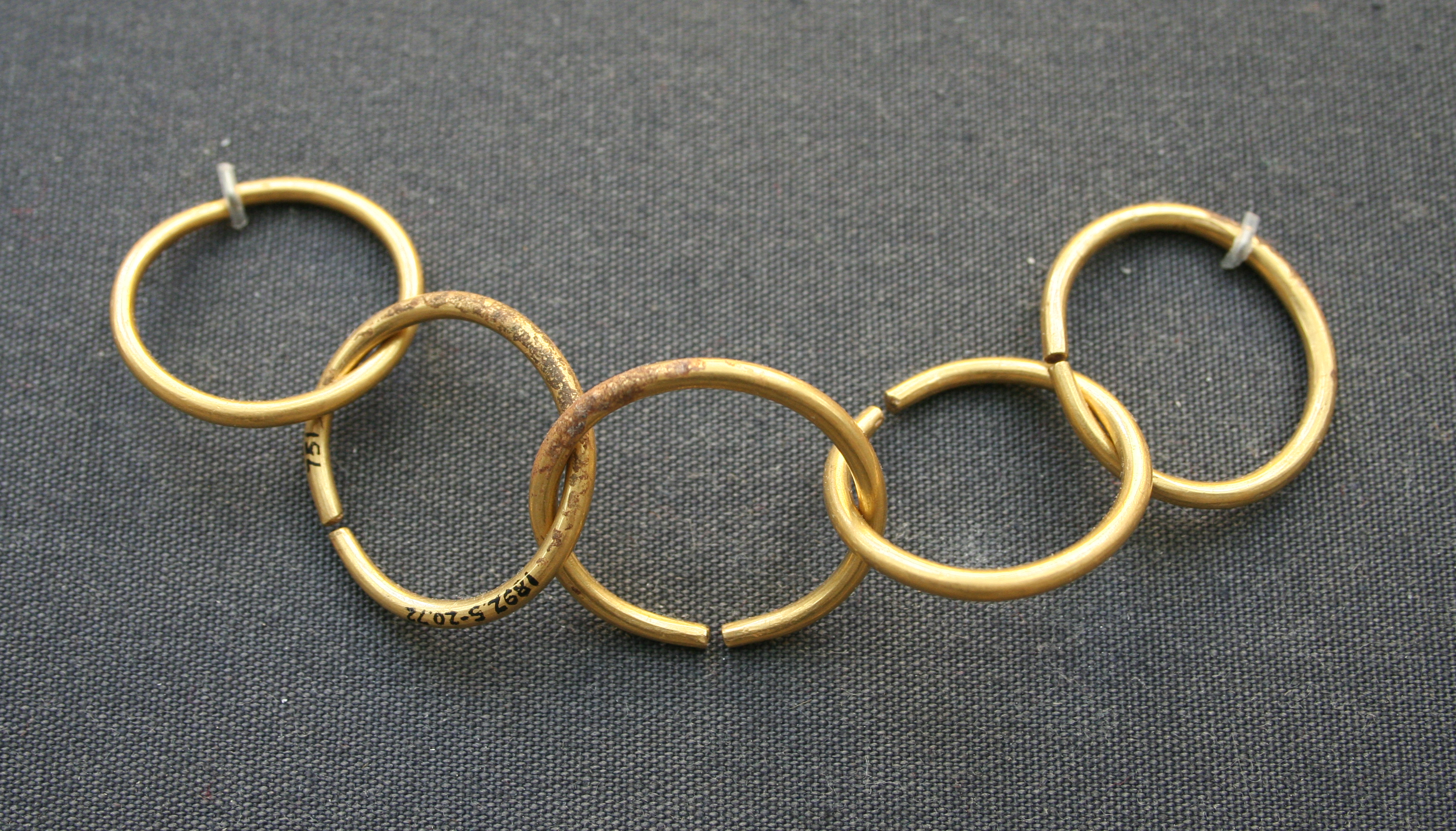
Anneaux d'or assemblés
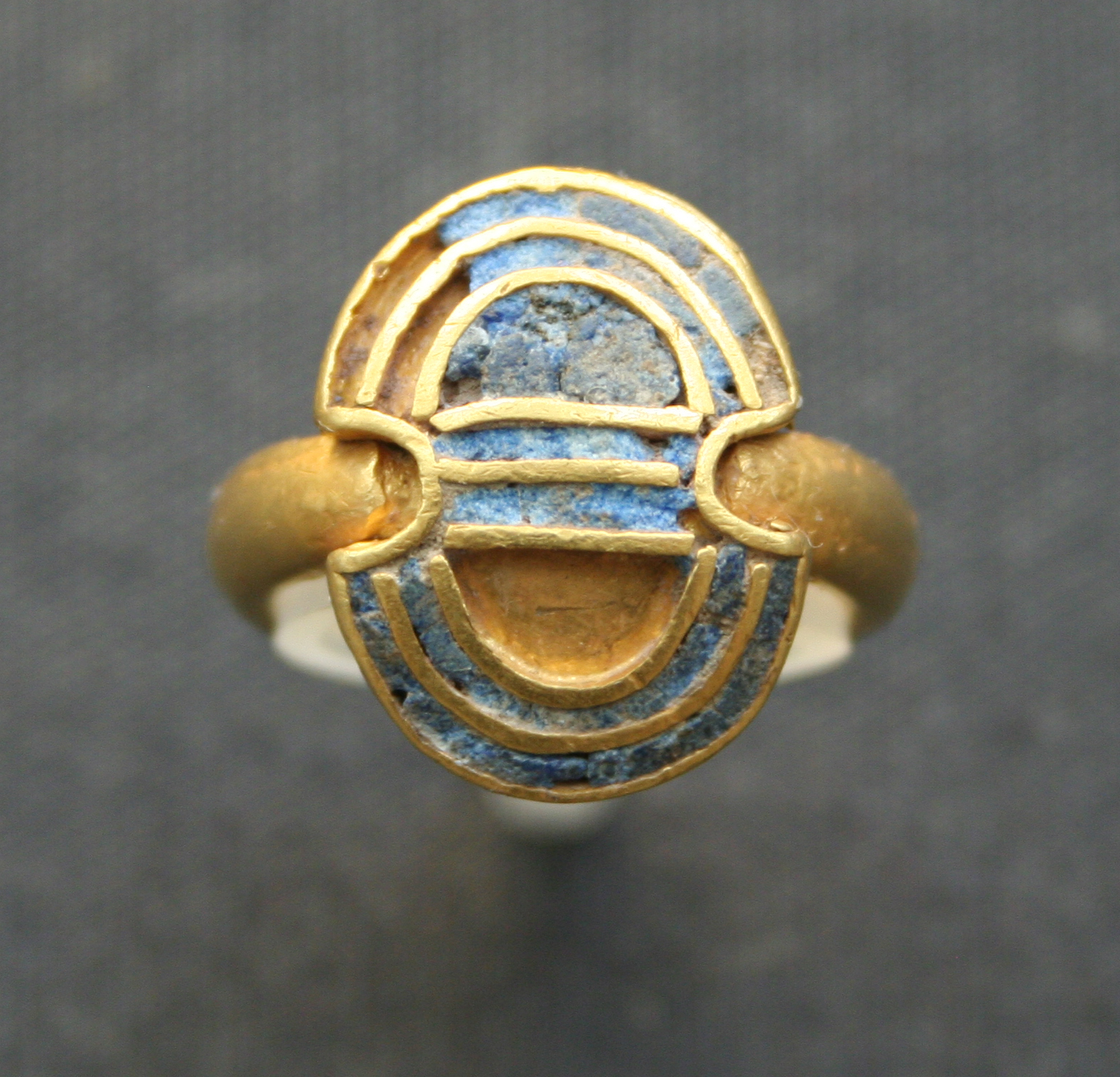
Bague en or en forme de double hache avec incrustations de lapis-lazuli
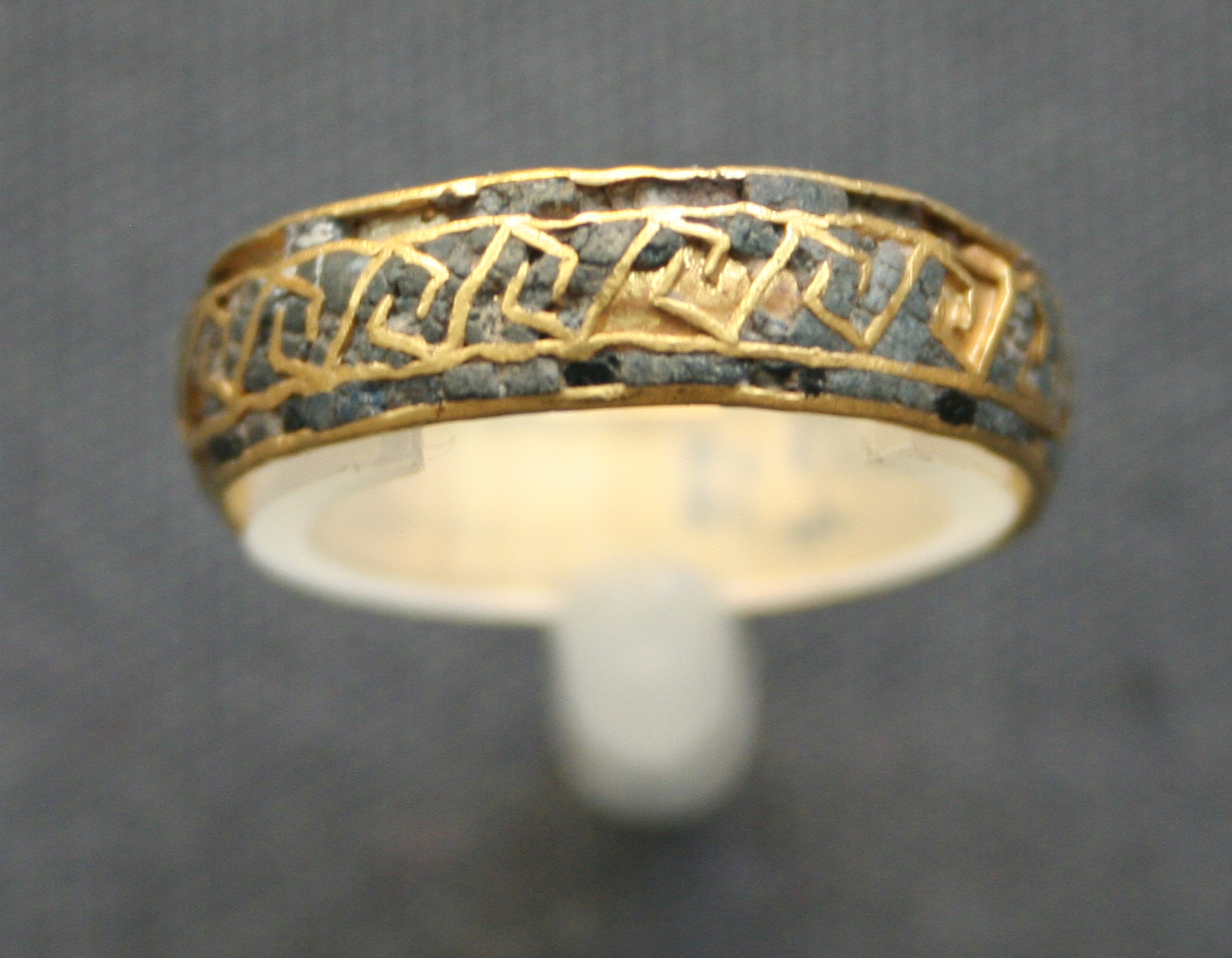
Anneau incrusté de lapis-lazuli
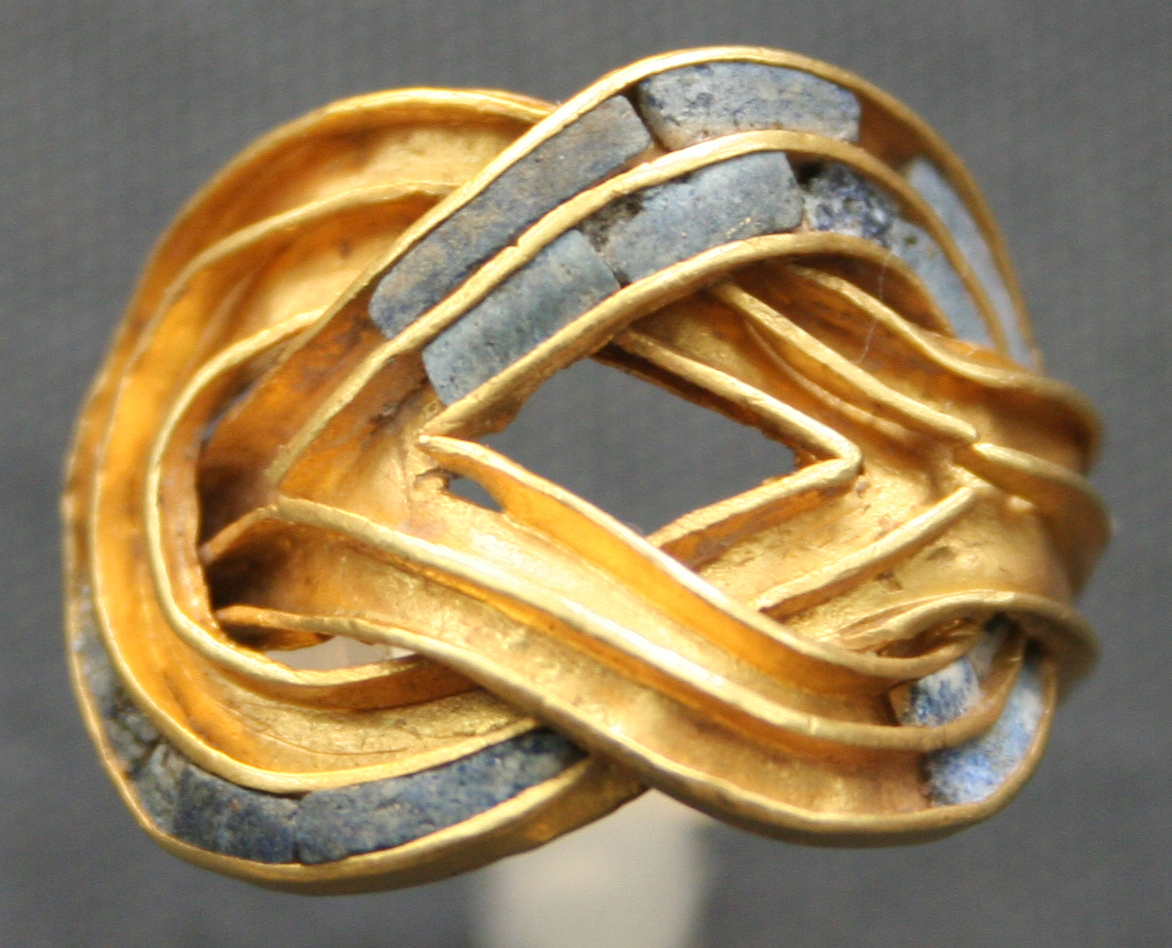
Bague en or en forme de nœud plat
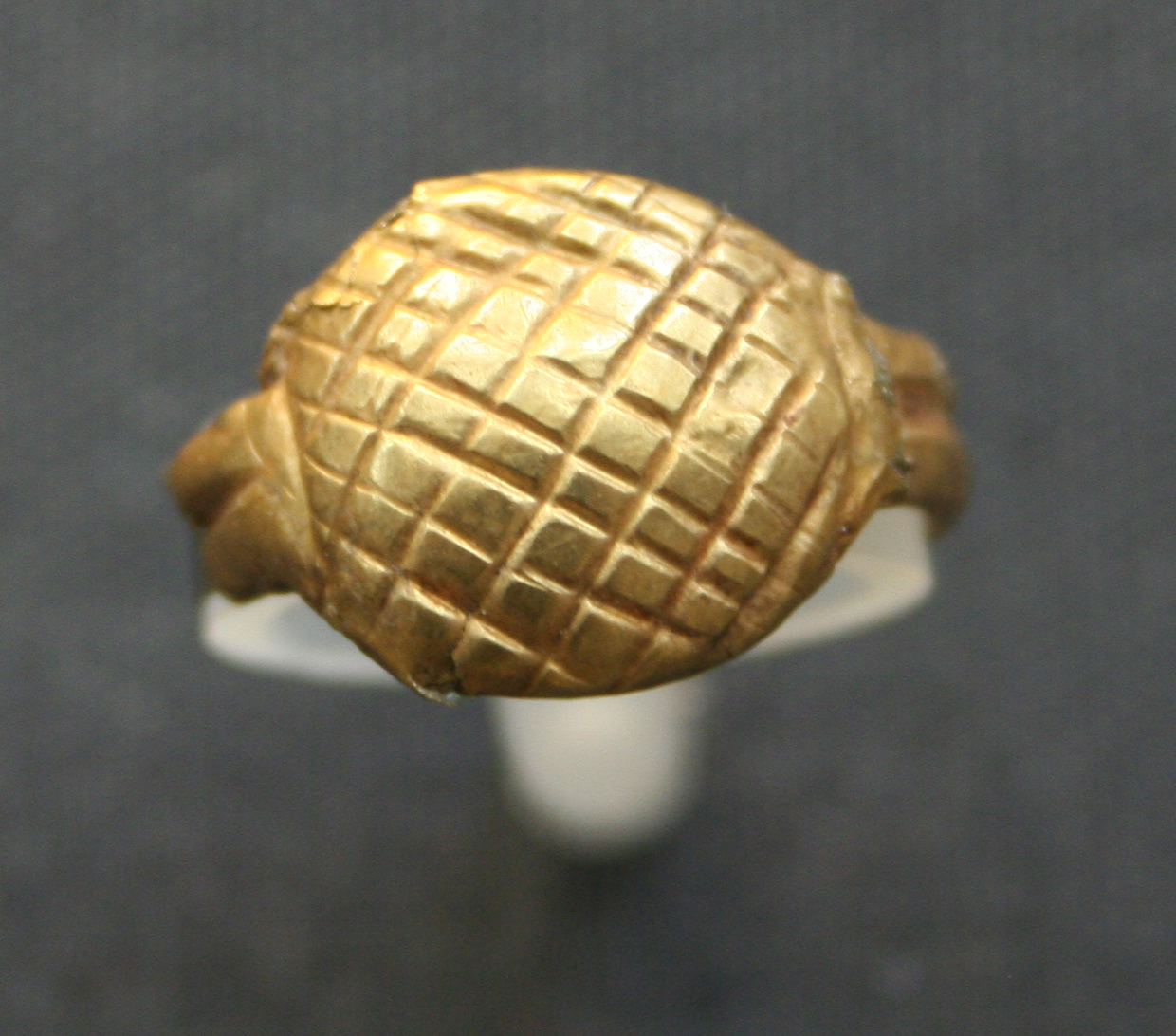
Bague ornée de lignes hachurées
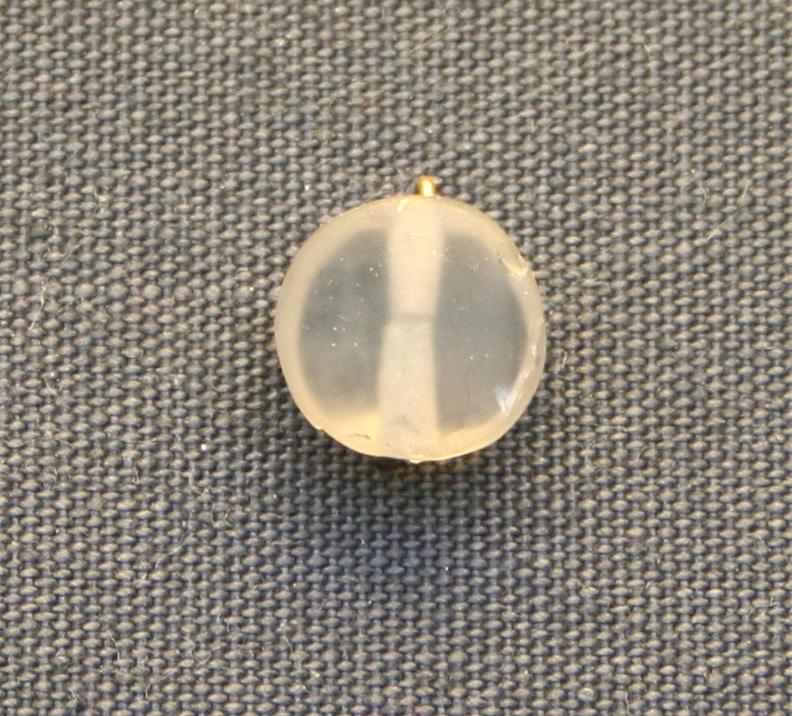
Perle en forme de disque en cristal de roche